# 普洛斯卡鄉
44°02′N 25°07′E / 44.033°N 25.117°E
普洛斯卡鄉（羅馬尼亞語：Comuna Plosca, Teleorman），是羅馬尼亞的鄉份，位於該國南部，由特列奧爾曼縣負責管轄，面積50平方公里，海拔高度66米，2007年人口6,558，人口密度每平方公里130人。